# Reposo (pintura)
Reposo (en francés: Le Repos) es un óleo sobre lienzo de c. 1871 de Édouard Manet, ahora en el Museo de la Escuela de Diseño de Rhode Island .
La pintura es un retrato de la artista Berthe Morisot, que luego se casó con el hermano de Manet, Eugène, descansando en un sofá debajo de un grabado japonés entonces de moda (en este caso de Utagawa Kuniyoshi). Hay un contraste sorprendente entre el tono claro de su vestido y los tonos oscuros del mueble y entorno y la serenidad del sujeto con la actividad violenta en la impresión sobre su cabeza, con un pescador de perlas atacado por un dragón.
El propio Manet describió la obra como un estudio sobre el reposo físico y psicológico, "en absoluto con el carácter de un retrato".
La obra fue criticada por el tema casual, la pose informal y que Morisot estuviera disponible como modelo.